# Cristiano Luís II de Meclemburgo-Schwerin
Cristiano Luís II de Meclemburgo (15 de maio de 1683 - 30 de maio de 1756) foi Duque de Meclemburgo-Schwerin de 1747 até sua morte. Ele era filho de Frederico, Duque de Meclemburgo-Grabow e sua esposa, a condessa Cristina Guilhermina de Hesse-Homburgo.
Em 1714 casou-se com a duquesa Gustava Carolina de Meclemburgo-Strelitz. Eles tiveram cinco filhos:
1. Frederico II de Meclemburgo-Schwerin (1717–1785);[1][2] Casou-se com a duquesa Luísa Frederica de Württemberg, sem descendência
2. Ulrica Sofia (1723–1813)
3. Luís de Meclemburgo-Schwerin (1725–1778); Casou-se com a princesa Carlota Sofia de Saxe-Coburgo-Saalfeld, com descendência
4. Luísa (1730)
5. Amália (1732–1775)